# Stuntin' like My Daddy
Stuntin' like My Daddy è il primo singolo dei due rapper statunitensi Birdman e Lil Wayne estratto dall'album di gruppo "Like Father, like Son". È stato prodotto da TMIX.

## Informazioni
Come già detto, la canzone è frutto di una collaborazione tra Birdman e Lil' Wayne, artisti che hanno da sempre lavorato assieme. I due l'hanno anche cantata ai BET Awards del 2007.
"Stuntin' like My Daddy" ha avuto un discreto successo, raggiungendo la posizione n.21 nella Billboard Hot 100, la n.7 nella Hot R&B/Hip-Hop Songs e la n.5 nella Hot Rap Tracks. Il suo testo è stato scritto dagli stessi Birdman e Lil' Wayne.

## Remix
- Un remix del brano è in collaborazione con Young Jeezy.
- Un altro, che vede l'impiego di forti basi rock, è presente nel CD bonus dell'edizione speciale dell'album[4].

## Videoclip
Il videoclip include i cameo di Yo Gotti e All Star Cashville Prince. La scena iniziale mostra Birdman e Lil' Wayne in una stanza intenti a stampare molte banconote false, quando improvvisamente la polizia fa irruzione nel loro covo. I due scappano ognuno a bordo di una moto, mentre sono inseguiti a tutta velocità dall'auto delle forze dell'ordine. Alcuni chilometri dopo, per proseguire la loro folle corsa i rappers salgono anch'essi a bordo di un'automobile. Nella scena successiva, i due scendono dalla macchina e si dirigono altrove correndo, mentre questa salta in aria alle loro spalle. A inseguirli stavolta c'è un elicottero. La scena finale del videoclip mostra che i due non sono stati arrestati e che, un anno dopo, continuano ancora la loro illegale attività.

## Posizioni in classifica
| Chart (2006)                          | Posizione massima |
| ------------------------------------- | ----------------- |
| Billboard Hot 100 (USA)               | 21                |
| Billboard Hot R&B/Hip-Hop Songs (USA) | 7                 |
| Billboard Hot Rap Tracks (USA)        | 5                 |
| Billboard Pop 100 (USA)               | 42                |
| Billboard Hot Digital Songs (USA)     | 20                |